# Kisújszállás
Kisújszállás là một thành phố thuộc hạt Jász-Nagykun-Szolnok, Hungary. Thành phố này có diện tích 205,27 km², dân số năm 2010 là 11611 người, mật độ 57 người/km².